# Никулин и Шуйдин

Никулин и Шуйдин на арене

Памятник Никулину и Шуйдину на площади г. Курска около городского цирка

Никулин и Шуйдин — советский клоунский дуэт артистов Юрия Никулина и Михаила Шуйдина.

## История
Первоначально Никулин и Шуйдин работали вместе в группе Карандаша на правах помощников известного клоуна. Вскоре, уйдя от Карандаша, они в 1950 году создали свой клоунский дуэт. Первой их совместной работой стала клоунада «Наболевший вопрос» (автор Л. Куксо). Потом были пантомима «Маленький Пьер» (её автор — отец Юрия Никулина, Владимир Никулин) и клоунада «Сценка на лошади».
Комедийные положения большинства сценок, исполнявшихся дуэтом, были основаны на противоречии характеров образов. Никулин (Юрик) — флегматичный неулыбающийся персонаж, не лишённый черт трогательности и наивности. Шуйдин — предприимчивый мастер на все руки, неунывающий «рубаха-парень», задира, который всё время стремится разыграть своего приятеля.
В некоторых интермедиях дуэта в качестве третьего партнёра выступала жена Юрия Никулина — Татьяна Николаевна.
Дуэт участвовал в зарубежных гастролях, таких как: Великобритания, Австралия, Франция, Бельгия, Бразилия, ГДР, Канада, Польша, США, Уругвай, Швеция, Япония.

## Лучшие номера дуэта
- «Чёрный Томми»[1]
- «Насос»
- «Лошадки»
- «Фокус с молоком»
- «Весёлые рыболовы»
- «Весна»
- «Шипы и розы» (Никулин — влюблённый, Шуйдин — цветовод)
- «Маленький Пьер»
- «Трубка мира» (Никулин — миллионер, Шуйдин — Дог-Бульдог)
- «Карнавал на Кубе»
- «Брёвнышко»
- «Табурет»
- «Алкоголики»